# 람보르기니 미우라
람보르기니 미우라(Lamborghini Miura)는 이탈리아의 자동차 제조업체 람보르기니가 1966년부터 1972년까지 만든 스포츠카이다. 2시트, 미드십 엔진의 기준에 있는 고성능 스포츠 자동차 업체들에게 크게 존경받는 자동차이다. 경쟁 차종인 포드 GT40과 르망 24시에서 활약한 페라리 250 LM들 중에서 최초로 성공적이게 엔진을 중앙에 배치한 자동차였으며, 공도에서 탈 수 있는 자동차 중에서 최초로 엔진을 중앙에 배치한 자동차였다.
content://media/external/file/95886
미우라는 페루치오 람보르기니의 회사에 맞서기 위해, 람보르기니 엔지니어링 팀이 짧은 시간을 투자해서 상상한 자동차로서, 원래는 스포츠 자동차가 아닌 그랜드 투어링 자동차였다. 여지껏 많은 자동차 업체들이 선호하여 영향력이 있던 설계법이나, 페라리가 레이싱 자동차를 만들 때 사용했던 공법 대신에 다른 기술을 적용했다. 1965년, 토리노 오토 쇼에서 경사진 차대(섀시)가 먼저 공개됐고, 이듬해 1966년 제네바 쇼에서 프로토타입의 미우라 P400이 공개됐다. 날렵한 스타일링과 혁명에 가까운 디자인을 만들어낸 마르첼로 간디니(Marcelo Gandini)는 물론 프로토타입의 P400은 많은 모토 쇼 관람객들로부터 큰 호응을 받았다. 람보르기니 미우라는 람보르기니의 헤일로 자동차로서 1972년까지 줄기차게 파생 모델을 내놓았는데, 보통은 알려져야 정상인 후속차량에 대해서 아무것도 알려지지 않았다. 그러다가 갑자기 후속차량인 람보르기니 쿤타치를 1974년부터 생산하기 시작했다. 미우라와 쿤타치 사이에 2년 동안의 공백이 있었던 이유는, 그 2년 동안 람보르기니가 금융 재정의 시간을 갖고 있었기 때문이었다.

## 개발

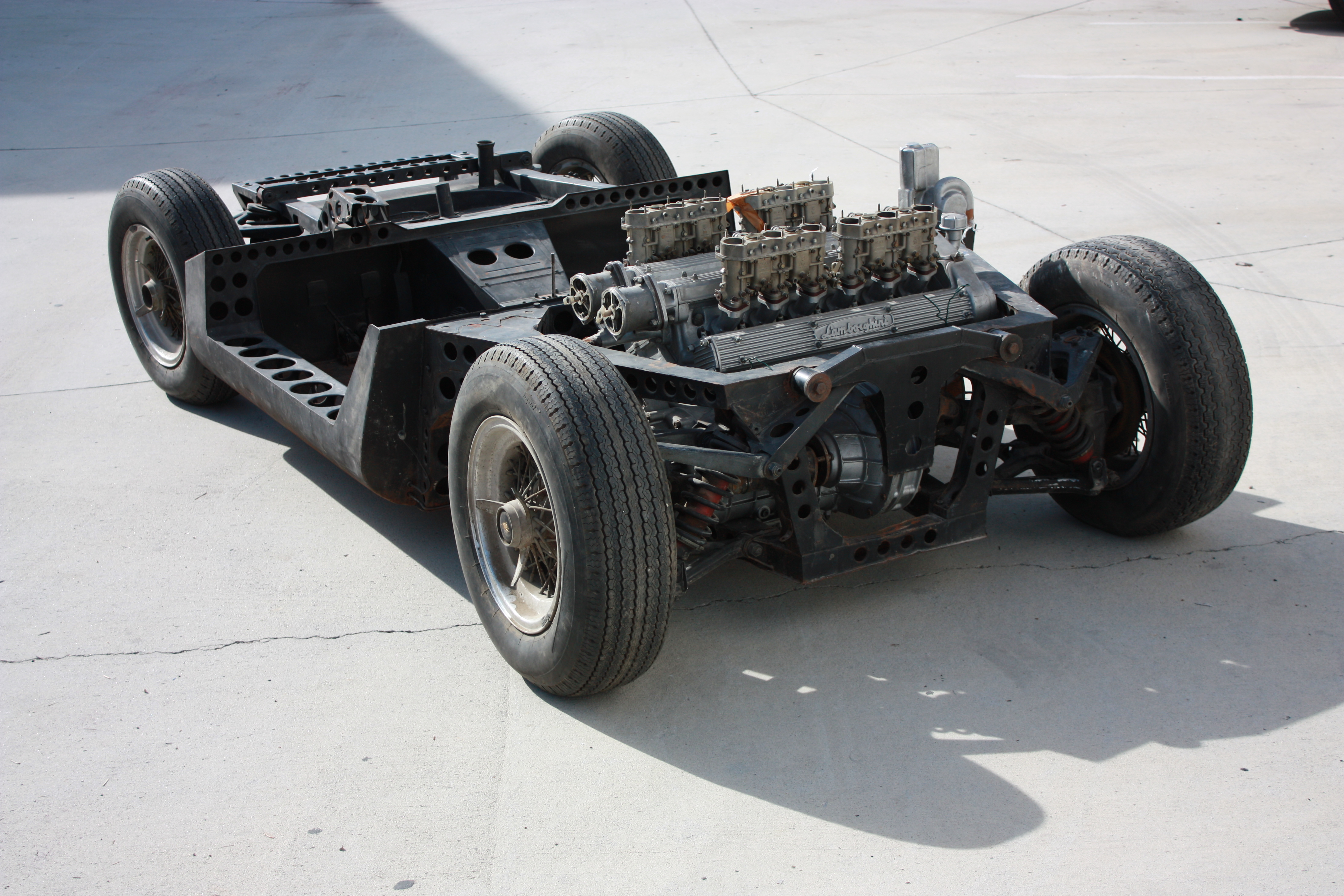
토리노 모터 쇼에서 공개된 프로토타입 미우라의 섀시

람보르기니의 잠파올로 달라라, 파울로 스탄자니(Paolo Stanzani), 밥 월리스(Bob Wallace) 등 세 명의 최고 엔지니어들은 1965년 내내 잠깐의 시간을 내가며 프로토타입 P400의 개발에 참여했다. 엔지니어들은 레이싱 자동차의 피를 그대로 물려받은 공공도로용 스포츠 자동차를 원했는데, 다시 말해 람보르기니 마니아들을 위해 트랙에 내놓아도 다른 경쟁 차종을 쉽게 이길 수 있는 자동차와 공공도로에서 몰고 다닐 수 있는 자동차의 성격을 모두 가진 자동차를 상상했던 것이다. 세 엔지니어는 밤에 자동차의 디자인 작업을 하며, 회사의 관리에서 벗어나 돈이 되는 자동차로 람보르기니의 마음을 흔들길 희망했다. 미우라의 주요한 특징으로는, 엔진을 가로로 돌려서 중앙에 배치했다는 것이다. 이 경우, 변속기와 차동장치를 V12 엔진과 함께 효과적으로 배치하는 것이 어려웠다. 덕분에 실내 공간이 매우 부족해 실내의 디자인 자체가 굉장히 빽빽하게 둘러싸이게 됐다. 그래도 P400은 결정적으로 가능성이 있는 마케팅 도구를 얻은 셈이 됐으며, 비로서 람보르기니의 허락을 받아 새로운 차대에 맞는 엔진 개발 계획도 박차를 가했다. 경사가 진 차대(섀시)는 1965년, 토리노 모터 쇼에서 먼저 공개됐다. 관람객들의 좋은 반응을 얻으며 많은 예약이 폭주하자 좁아터진 차체를 덧씌울 방법을 고안해내기 위해 차대를 점검했다. 베르토네가 스타일링을 담당한 후인 1966년 제네바 모터쇼에서 차대에 차체를 덧씌운 프로토타입이 최종 공개됐다. 3년 먼저 데뷔한 350 GTV와 다르게, 관객들은 미우라를 신기하다는 듯이 쳐다봤다. 쇼가 진행 중이던 내내 관객들의 열정적인 반응이 이어졌는데, 특히나 밸러스트와 독특한 생김새의 지붕 쪽에 관객들의 반응이 집중됐다. 엔지니어들은 차의 뒷쪽에 엔진이 정확하게 들어갔는지 시간이 있을 때마다 확인했는데, P400의 엔진 쪽을 보고 싶어했던 언론사들은 판매부서의 상사인 스카르치(Sgarzi)에 의해 발길을 돌릴 수밖에 없었다. 언론에 완전히 공개된 것은 아니었음에도 불구하고, 미우라는 이미 모터 쇼의 스타가 된 후였고, 미우라를 디자인한 마르첼로 간디니 역시 스타가 된 후였다. 제네바에서 호의적인 반응을 얻은 미우라는 그 다음 해부터 곧바로 제작에 들어갔다. 기존의 P400이라는 이름 대신 미우라라는 새로운 이름을 붙였으며, 최근(그 당시 기준)에 새로 만들어진 람보르기니의 트레이드 마크인 투우 뱃지를 본격적으로 사용하게 됐다. 언론과 인터뷰 자리에서 페루치오 람보르기니는 미우라의 정확한 출시일에 대해 별 다른 언급을 하지 않았다. 하지만 기자들의 계속된 공세에, 그의 출생 별자리인 황소자리 때에 맞춰 미우라가 출시될 것이라고 말했다.

## 생산 역사

### P400
"미우라"라는 이름을 사용하기 전에는 P400이라고 불렀다. P는 Posteriore의 앞글자를 딴 것으로, 이 단어는 이탈리아어로 "뒷쪽"을 뜻한다. 엔진을 뒤에 놨다는 것을 표현하는 말이다.
400GT에 사용했던 4.0L 람보르기니 V12 엔진이 장착되어 있는데, 가로로 배치했기 때문에 현실적으로 뽑아낼 수 있는 출력은 350 PS (260 kW, 350 마력)이었다. P400은 1966년과 1969년, 3년 동안 총 275대대가 생산됐다. 275대 중에서 96대는 나중에 SV(SuperVeloce, 슈퍼-벨로체)로 만들어졌는데, SV로 만들어진 96대의 경우 일반적인 다른 차들처럼 엔진과 기어박스 사이에 윤활 주유구가 설치되어 있다. 차동장치가 제한 범위에서 벗어나는 것을 방지하는 엔진과 기어박스에 적절한 오일을 넣기 위함이었는데, 놀라운 것은, 엔진과 기어박스에 기름칠이 필요할 경우 신호를 알려주는 장비가 있었고, 이 장비가 미니에 사용되고 있던 장비였다. 람보르기니는 "모든 차들은 프레임과 문을 강철로, 차체의 앞쪽과 뒷쪽 겉표면은 알루미늄으로 만들었다."고 밝혔으나, 나중에는 그들이 발표한 것과 다르게, 125대의 미우라가 0.9 밀리미터 두께의 강철로 제작돼서 차가 조금 갭직하다는 것이 알려졌다.
미국에서 판매됐을 당시의 가격은 20,000 달러였는데, 오늘 날에는 희소성 등으로 인해 10만 달러가 넘는 값에 거래되고 있다.

### P400S

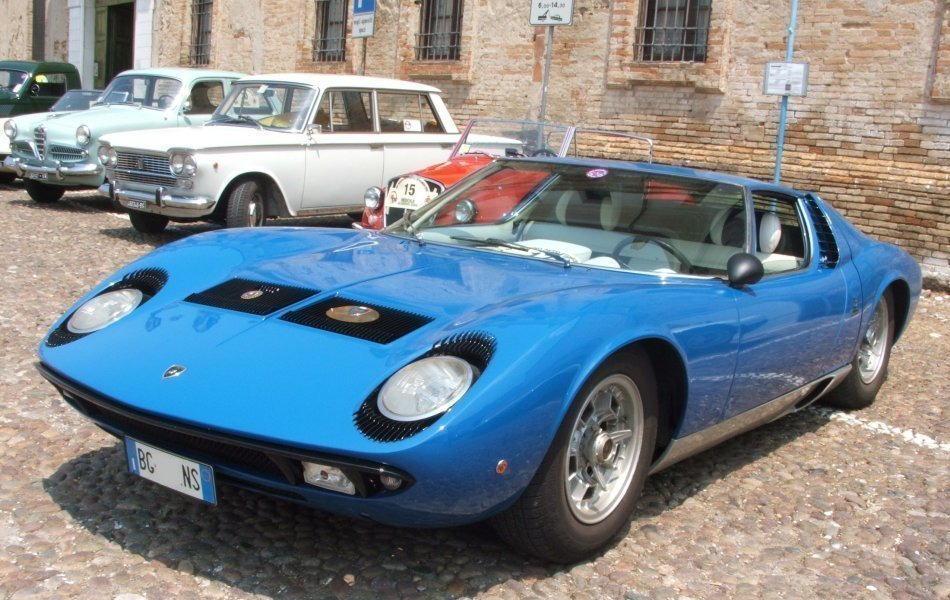
1968년, 미우라 P400S

P400S 미우라 외에 미우라 S라는 이름이 있다. 미우라의 원래 섀시가 공개된 지 3년이 지난 1968년 11월 토리노 모터쇼에서 생산품이 첫 소개됐다. 파워 윈도가 새로 추가됐고, 외부 창문과 전조등 쪽에 반짝반짝 빛나는 크롬 색상이 곁들어졌다. 인라인 콘솔은 이전과 다른 높은 위치에 설치됐고 라커 스위치, 엔진 흡입구 등 많은 부분이 변했으며 2 밀리미터 더 두꺼워졌으며, 다른 방식의 캠축 등 많은 부분이 공개됐다. 짐공간이 조금이라도 더 필요했기 때문에 트렁크의 패널은 쭉쭉 금이 가있는 모양으로 만들어지는 등, 미우라 P400과 많이 다른 차였다. 소문에 따르면, 20마력의 출력이 더해져 엔진이 더 좋아졌다고 하며, 적게나마 조금 더 운전자에게 실용적인 수정사항들도 있는데, 글로브박스의 뚜껑에 잠금장치가 달렸으며, 실내에 있는 담배 라이터가 뒤집혀서 설치됐고, 앞 창문(바람막이 창)의 와이퍼 스위치 설치, 차의 앞쪽과 뒷쪽에 뚜껑을 열 수 있는 손잡이 한 개가 부착됐다. 이 외에도, 파워 윈도와 에어컨을 옵션(800달러)으로 제공했다. P400S 미우라는 1968년과 1971년 3월 사이에 총 338대가 제작됐다.
미국의 가수 및 영화 배우인 프랭크 시나트라가 차대번호 #4407번의 미우라 P400S 한 대를 소유하고 있었다.(현재는 #4407번의 미우라 P400S가 행방불명된 상태이다.)

### P400SV

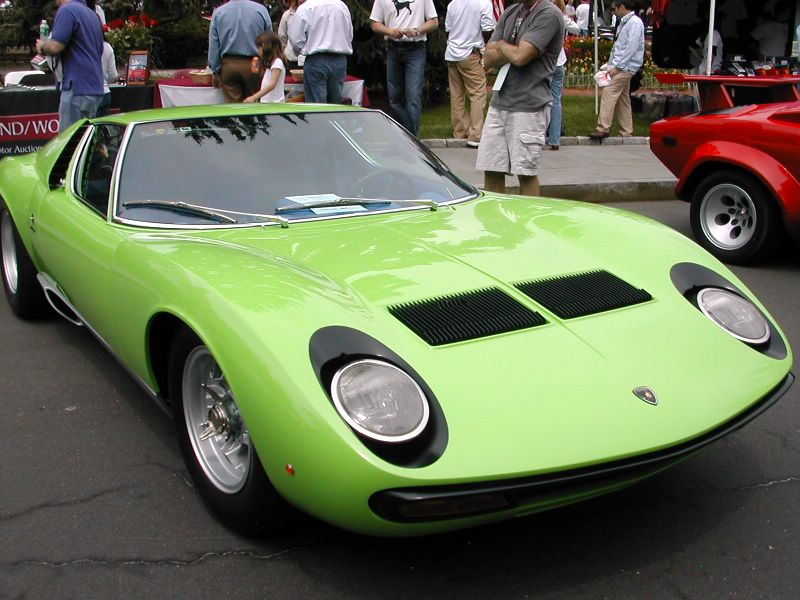
미우라 P400 SV. "속눈썹"이 없는 전조등

가장 많은 인기를 끌었던 미우라 P400SV이다. 미우라 SV라고도 부르는데, SV는 "SuperVeloce"의 줄임말로, 영어로 표현하면 "Super-Fast"이다. "엄청 빠름"이라는 뜻을 갖고 있으며, 한국어로 "슈퍼-벨로체"라고 읽는다. 미우라 SV는 다른 캠 타이밍과 조금 더 진보적이게 바뀐 카뷰레터가 부착되어 있다. 엔진의 출력은 15 마력이 늘어나 총 385 PS (283 kW, 380 마력)이다. P400의 차체를 그대로 물려받은 마지막 96대의 P400이 P400SV로 만들어졌는데, 차동장치가 제한 범위에서 벗어날 경우를 대비해 기름통이 반으로 갈라져 있다. 기존 P400은 엔진과 기어박스 사이에 윤활 주유구가 있었지만, P400SV는 윤활 계통이 완전히 다른 곳에 따로 분리되어 있었다. 때문에 기어박스와 엔진에 적절한 타입의 오일을 꾸준히 칠해줘야 했다.
자동차는 무진장 비쌌는데, 기어박스나 엔진은 장거리 운행에 견딜 수 없을 정도로 형편없는 내구성을 자랑했다. 그러나 엔진과 기어박스 쪽에 금속을 다시 깎아냄으로써 이런 내구성 문제를 상당히 많이 개선시켰다. 새로운 피렐리 타이어를 착용한 9인치 넓어진 새로운 뒷바퀴를 수용하기 위한 충분한 공간이 필요해 뒷쪽 펜더도 넓어졌으며, 후미등도 약간 변형됐다. "속눈썹"이 사라진 전조등도 이전 모델 P400과 다르게 P400SV를 성공시킨 것 중에 하나였다. 여기서 말하는 "속눈썹"은, 다른 미우라들은 모두 다 전조등과 차의 몸체 사이 틈에 검은색 커버가 있다. 이것을 "속눈썹"이라고 표현하며, 전조등이 앞으로 올라올 때 "속눈썹"은 전조등의 외부를 보호해주는 역할을 한다. 그러나 P400SV에게는 "속눈썹" 커버 따위가 없었다.
P400SV를 출시하기 전에, 람보르기니 측은 P400SV의 설명서를 오식을 하는 황당한 실수를 저지르고 만다. SV 오너들에게 제공된 설명서에는 흡입구 밸브가 영어식 사이즈로 표기되어 있었다. 문제는, 모든 미우라 모델의 흡입구와 배기구 밸브가 4리터 V12 람보르기니 엔진을 기반으로 하고 있었기 때문에 다 똑같았다는 것이며, P400SV는 미국에 판매된 적이 없고 전부 유럽에서만 판매됐다는 것이다. 킬로미터 대신 마일(Mile) 등으로 표기하는 유럽에서는 람보르기니의 이런 실수가 황당할 수밖에 없었고, 흡입구 사이즈의 오식은 에스파다 400GT와 쿤타치 LP400/LP400S의 매뉴얼에서도 똑같이 발생해 손실 이월로 이어졌다.

### P400 호타 (Jota)
피아(FIA) 레이싱 규정-J에 따르는 자동차를 만들려고 테스트뮬 전용으로 1970년에 만든 자동차이다. 밥 월리스가 탔던 P400 조타의 차대번호는 #5084이다. 자동차의 이름인 미우라 호타에서 "호타(Jota)"는 영어 J를 스페인어로 발음한 것이다.(스페인에서 "호타"라고 발음) 이 자동차는 오직 피아 레이싱 규정-J에 부합한 차를 만들기 위해 테스트용으로 딱 한 대만 만들었다. 후에 개인 구매자가 이 테스트용 자동차를 굉장히 비싼 값에 구매했다. 1971년 4월, 이탈리아 브레시아 인근의 도시 외곽순환도로에서 큰 교통사고가 발생했으며, 현장에서 P400 호타는 불에 타버려 완전히 사라졌다. 당시 브레시아 인근의 도시 외곽순환도로는 아직 개통되지 않은 도로였다.

### P400 SV/J

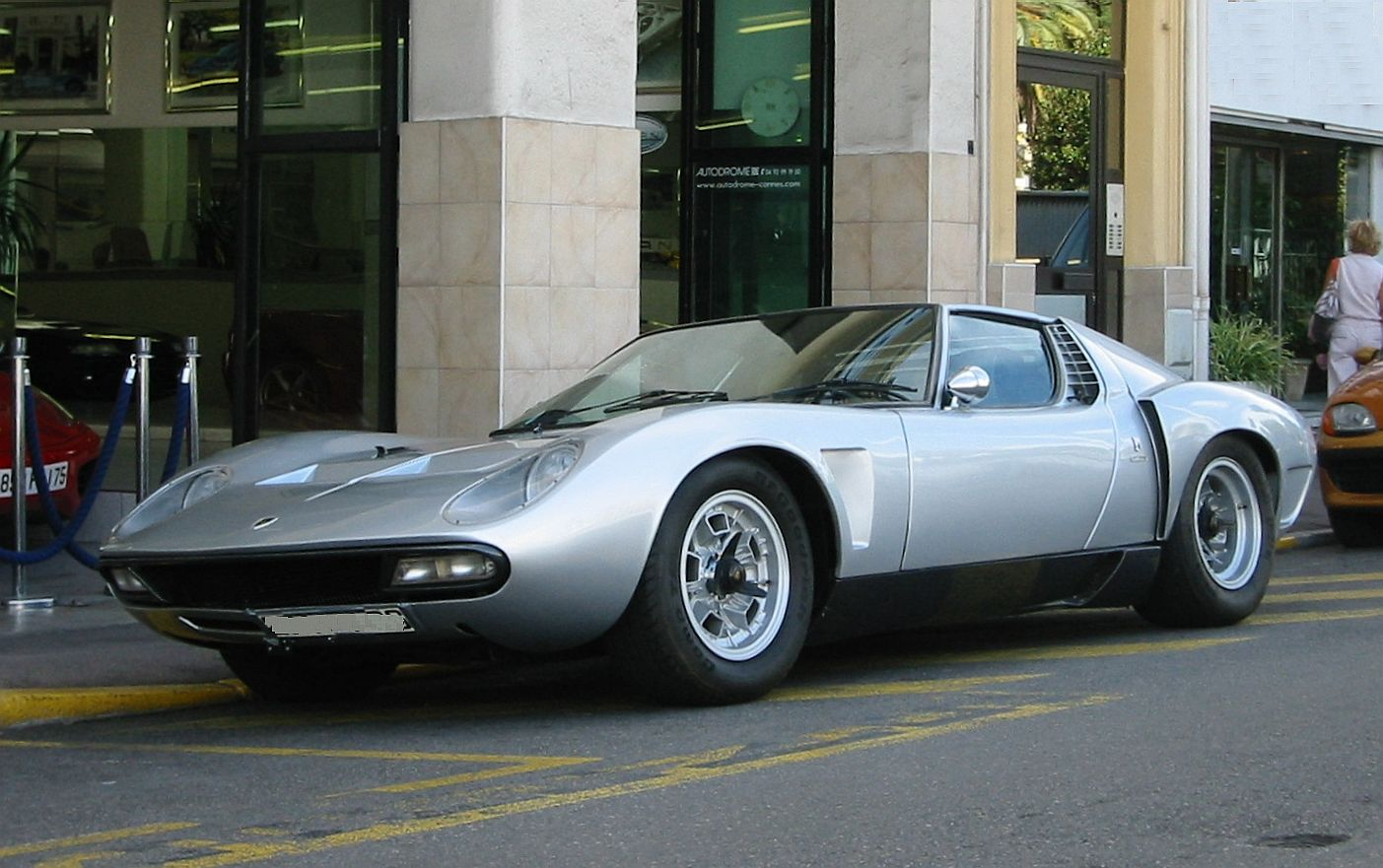
실제 미우라 SV/J

P400 Jota의 소식을 들은 고객들의 요청으로 만들어진 자동차이다. 람보르기니는 엄청 비싼 이 자동차의 가격이 타당하다는 것을 보여주려고 일부러 P400 Jota를 만든 것이었으며, 결과적으로 이 자동차는 P400SV를 대체하는 업그레이드 버전이 됐다. SV/J의 뜻은 SuperVeloce/Jota의 약자이다. 출력이 높아진 엔진과 서스펜션 부품, 외관과 실내 등이 더 좋게 바뀌었다. 차대번호 #5090, #5100과 #4934, #4860, #4990 등 딱 다섯 대가 SV를 기반으로 공장에서 실제로 만들어졌다. 유일하게 차대번호 #5100 SV/J가 #5084 조타(Jota)에 채택된 건식 윤활 시스템을 구비했다.
차대번호 #4934의 미우라 SV/J는 역사적으로 유명한 자동차이다. 이란의 마지막 샤 모함마드 레자 팔라비(Mohammad Reza Pahlavi)가 소유했다. 모함마드는 SV/J를 샤 백화점에 전시했었고 그가 소유한 다른 미우라 SV는 테헤란 왕궁에 전시되어 있었다. 이후 모함마드 레자 팔라비가 이란 혁명으로 망명길에 올랐을 때 이란 정부가 이 자동차를 소유했다. 그 후 1995년, 두바이에 SV/J가 팔려나갔다. 그러다가 1997년, 브룩스 옥션을 통해 미국의 영화배우 니콜라스 케이지에게 49만 달러에 낙찰됐다. 당시까지 차대번호 #4934의 미우라 SV/J는 경매 역사상 가장 비싼 자동차였다. 이후 2002년, 니콜라스 케이지는 미우라 SV/J를 판매했다. 그 후, #4934 미우라 SV/J의 행방은 현재 묘연하다.
다섯 대 외에 한 대를 더 추가해 총 여섯 대의 SV/J가 1983년부터 1987년까지 미우라 P400S 섀시(사용되던 중고 섀시가 아닌 새로 만든 섀시)를 기반으로 더 만들어졌다. 이 중에 한 대는, 람보르기니의 소유주였던 밈란 브라더스(Mimran Brothers)가 진 클라우드 밈란(Jean Claude Mimran)을 위해 만든 것이었다.(미우라가 단종되고 12년이 넘게 흐른 뒤에 또 만든 것이었다.)
후에 미우라는 SV/J 성능으로 향상됐다. 물론 미우라를 생산하던 공장이 SV/J를 생산하던 실제 공장처럼 모방이 됐기에 가능한 일이었으며, 이후 다양한 자동차 정비소가 스위스와 일본, 미국에 설치됐다.

### 로드스터
미우라 로드스터는 유일하게 딱 한 대만 제작됐다. 실제로는 로드스터보다 타르가 모델에 가깝지만 지붕을 완전히 뗄 수 있는 기능은 없다. 베르토네가 전시를 목적으로 P400을 기반으로 딱 한 대를 제작해서 1968년, 브뤼셀 오토쇼에 출품했다. 이후 몇몇 오토쇼에서 자주 공개되다가 ILZRO(International Lead Zinc Research Organization)이 미우라 로드스터를 구매했으며, Zinc 합금 제조 기술을 통해 전시용 자동차로 개조돼서 공개행사장에 출품될 가능성을 갖고 있었다. ILZRO가 구매해서 자신들의 합금 제조 기술로 개조한 미우라 로드스터의 이름은 ZN75이다. 베르토네가 만든 미우라 로드스터는 뚜껑을 열고 닫을 수 있도록 만들어졌지만, 이 외에 더 만들어진 미우라 로드스터의 경우 지붕이 완전히 제거됐다.
2006년, 뉴욕의 부동산 사업가 아담 고든(Adam Gordon)이 ZN75를 구매했다. 고든은 샌 디에고에 바빌프 모터카(Bobilff Motorcars)를 소유하고 있으며, 캘리포니아에서 ZN75를 베르토네가 만든 미우라 로드스터로 되돌릴 것이라 밝혔다. 그리고 2008년 8월, 페블 비치 콩코스 엘레강스(Pebble Beach Concours d'Elegance)에서 고든이 다시 만든 미우라 로드스터가 공개됐다.

### P400 SVJ 스파이더
역시 딱 한 대의 견본품이 만들어져 1981년 제네바 모터쇼에 실제로 전시됐다. 공장 경영권을 인수하자마자 CEO 자리에 오른 패트릭 밈란(Patrick Mimran)이 지휘하여 만들어진 모델이었다. 1971년, 제네바 모터쇼에서 현재의 람보르기니가 사용하는 노란색이 칠해진 미우라 S가 공개됐다. 이후 스위스의 람보르기니 수입업체와 람보모터 AG가 람보르기니의 공장에서 제공받은 SV/J의 부품으로 1980년에 스파이더를 완벽하게 복원해냈다. 베르토네는 그들이 복원해낸 미우라 P400 SV/J 스파이더의 문 안쪽 문틀에 어떤 글씨를 써줬는데, 이런 이유 때문에 그들은 람보르기니의 뱃지를 부착하지 않고 베르토네의 뱃지를 부착했다.(후에 람보르기니가 지적을 가해서 베르토네의 뱃지를 떼버린다.) 미우라 SV/J 스파이더는 펄 화이트로 칠해졌으며 1981년에 새로운 모델들(자팔라와 LM002)과 함께 공개됐다. 미우라 SV/J 스파이더는 조금 특이한 생김새를 하고 있었는데, 다른 모델들과 다르게 커다란 스포일러가 부착됐으며 기존의 미우라보다 훨씬 넓은 광폭 휠을 장착하고 있었다. 전후 사정 때문에 베르토네의 뱃지를 떼버리고 다시 람보르기니의 뱃지를 부착했으나, 미우라 스파이더의 프로토타입은 한정판 모델로써의 가능성을 보여주었다.
이후 미우라 SV/J 스파이더는 몇몇 부분이 수정되며 진 위키(Jean Wicki)의 소유가 됐다. 진 위키는 봅슬레이 선수로써 1972년 동계 올림픽 금메달리스트이며, 스위스에서 가장 유명한 람보르기니 수집가이다. 그는 뒷쪽에 거대한 스포일러를 제거했으며, 전면부에 얇은 프론트 스포일러도 제거하였다. 이후 미우라 SV/J 스파이더의 생김새는 베를리네타 SV/J에 가까워졌고, 진 위키는 은색으로 재도색을 했다. 그 후, 람보르기니 전문 수집가가 프랑스에 있는 자동차 경주 트랙에서 이 자동차를 구매하여, 파리에 있는 Carrosserie Lecoq에서 동업자와 함께 차체 등을 복원해냈다. 그의 수집품목이었으나 결국, 파리의 한 자동차 수집가에게 팔려나갔다. 팔려나갈 당시 SV/J 스파이더는 전통적인 미우라의 색상인 라임-그린(lime-green) 색상이었다.
개인이 수정한 다른 모델도 있는데, 딱 두 대가 존재하며 이들은 실제로 윗 뚜껑이 전혀 없는 미우라이다. 공식적으로 국제 모터쇼에서 등장했다.
- 1969년 제네바 모터쇼, 베르토네가 만든 견본품 미우라 로드스터가 베르토네 소유로 전시됐다.
- 1981년 제네바 모터쇼, 이번에는 람보르기니 소유로 전시됐다. 이 차량과 위에 설명된 차량은 똑같은 자동차이다.

## 2006, 미우라 컨셉트

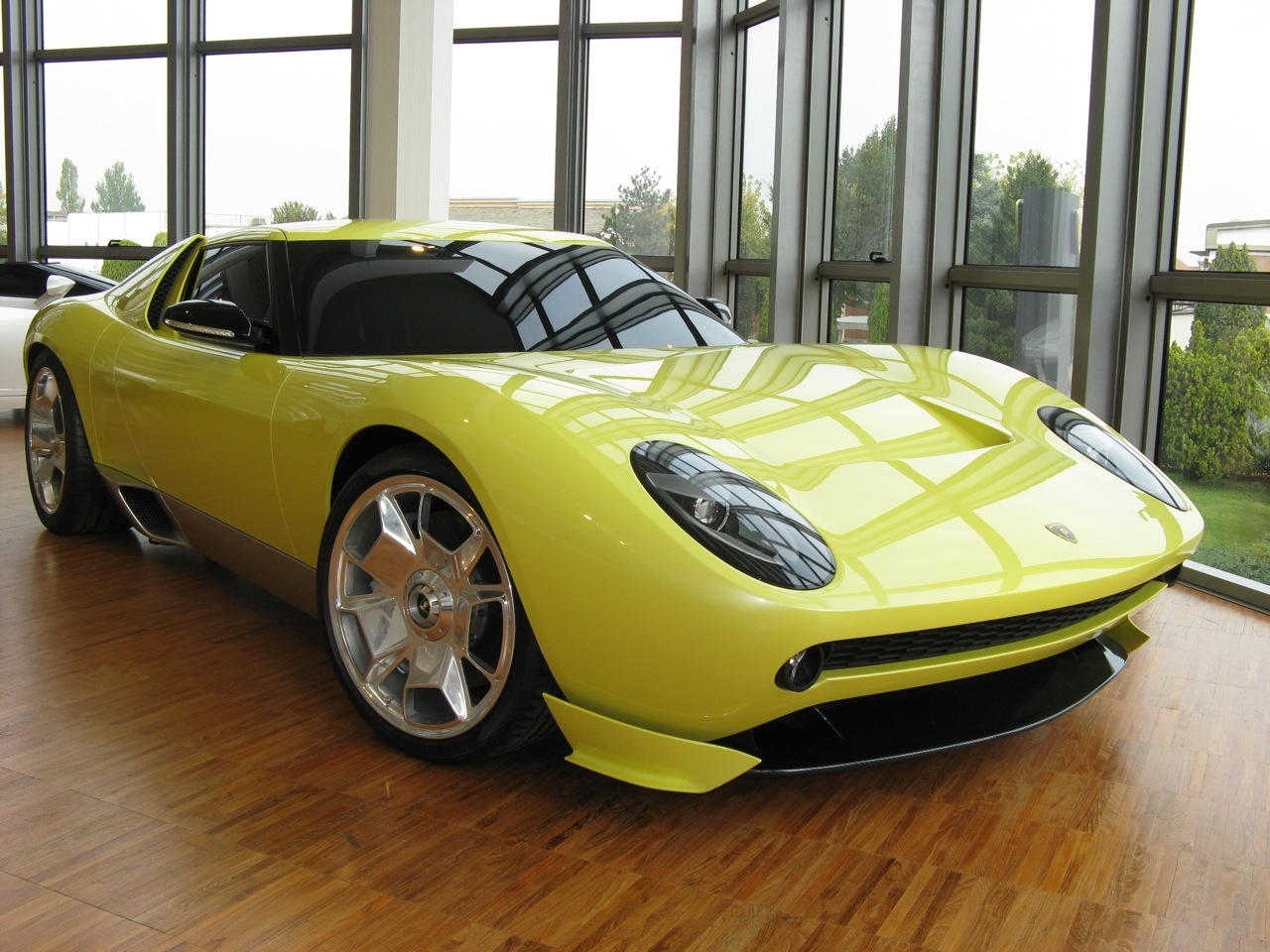
2006년 미우라 컨셉트 자동차

2006년 2월 5일, 로스 앤젤레스 오토쇼와 미국의 텔레비전 & 라디오 박물관에서 알려진 람보르기니 미우라의 복고적인 컨셉트 자동차이다. 물론 앞서 설명한 쇼에서 공개된 적이 없고 존재한다는 것만 알려졌다가, 2주 뒤인 북미 국제 오토쇼에서 데뷔했다. 1966년 제네바에서 처음으로 소개된 최초의 미우라를 바탕으로 40주년을 기념하기 위해 람보르기니의 수석 디자이너 발터 드 실바(Walter de'Silva)가 디자인을 담당했다.
람보르기니의 대표 및 CEO인 스테판 윈켈먼은 컨셉트카를 만듦으로써 미우라의 부활을 부정했다. 그는 “미우라는 우리(람보르기니)의 역사이지만 람보르기니가 말하는 미래는 아니다. 복고적인 디자인 때문에 우리가 이곳에 있는 것은 아니며, 우리는 미우라를 재생산할 계획도 없다.”고 밝혔다.

## 성능
| 이름                 | 엔진               | 출력                | 토크                | 무게     | 비고                         |
| -------------------- | ------------------ | ------------------- | ------------------- | -------- | ---------------------------- |
| 미우라 P400          | 4.0L (3939 cc) V12 | 350 bhp @ 7,000 RPM | 369 N·M @ 5,100 RPM | 1,292 kg | 1966년 3월-1969년 생산       |
| 미우라 P400S         | 위와 동일          | 370 bhp @ 7,000 RPM | 389 N·M @ 5,500 RPM | 1,040 kg | 1969년 11월-1971년 12월 생산 |
| 미우라 P400SV        | 위와 동일          | 385 bhp @ 7,850 RPM | 400 N·M @ 5,750 RPM | 1,245 kg | 1971년 3월-1972년 12월 생산  |
| 미우라 P400 요타     | 위와 동일          | 440 bhp @ 8,500 RPM | 403 N·M @ 6,500 RPM | 1톤 미만 | 딱 1대 생산. 사고나서 사라짐 |
| 미우라 P400 SV/J     | 위와 동일          | --                  | --                  | --       | 약 5~12대 생산               |
| 미우라 P400 로드스터 | 위와 동일          | 350 bhp @ 7,000 RPM | 369 N·M @ 5,100 RPM | 1,000 kg | 1대 생산                     |

### 주행 성능
| 이름                 | 0-100 km/h 가속 | 0-160 km/h (100 mph) 가속 | 400미터 드래그 가속(쿼터마일) | 최고 속도 | 비고                                                                  |
| -------------------- | --------------- | ------------------------- | ----------------------------- | --------- | --------------------------------------------------------------------- |
| 미우라 P400          | 6.7초           | 약 14초                   | 14.6초 / 101 mph              | 280 km/h  | --                                                                    |
| 미우라 P400S         | 4.5초           | 12.5초                    | 13.9초 / 106 mph              | 285 km/h  | 1969년부터 1971년까지 세계에서 가장 빠른 자동차. 최고속도 288 km 기록 |
| 미우라 P400SV        | 6.5초           | --                        | 14.3초                        | 290 km/h  | 람보르기니 쿤타치가 등장하기 전까지 세계에서 가장 빠른 자동차.        |
| 미우라 P400 요타     | 3.5초           | --                        | --                            | 320 km/h  | 레이싱 대회 출전을 위해 만들었다.                                     |
| 미우라 P400 SV/J     | --              | --                        | --                            | --        |                                                                       |
| 미우라 P400 로드스터 | 6.5초           | 14.3초                    | 14.5초 / 101 mph              | 280 km/h  | --                                                                    |

## 미디어
- 프랑스의 게임 개발업체 에덴 게임즈가 만든 테스트 드라이브 언리미티드에서 미우라 SV가 등장한다.
- 1987년작 영화 히든에서 미우라 P400이 등장한다.
- 에릭 바나 주연의 러브 더 비스트에서도 미우라 P400이 등장한다.
- 식스티 세컨즈와 이탈리안 잡(1969년작)에서도 미우라 P400이 등장한다. 식스티 세컨즈에 등장하는 미우라 P400은 실제로 니콜라스 케이지의 것이다.[15]
- 포르자 모터스포츠 2에서는 미우라 P400이 등장하며, 포르자 모터스포츠 3에서 2006년 미우라 컨셉트 자동차가 등장한다.

## 같이 보기
- 드 토마소 망구스타